# Histoire de la presse écrite en France
Pour des articles plus généraux, voir Presse en France et Histoire du journalisme.

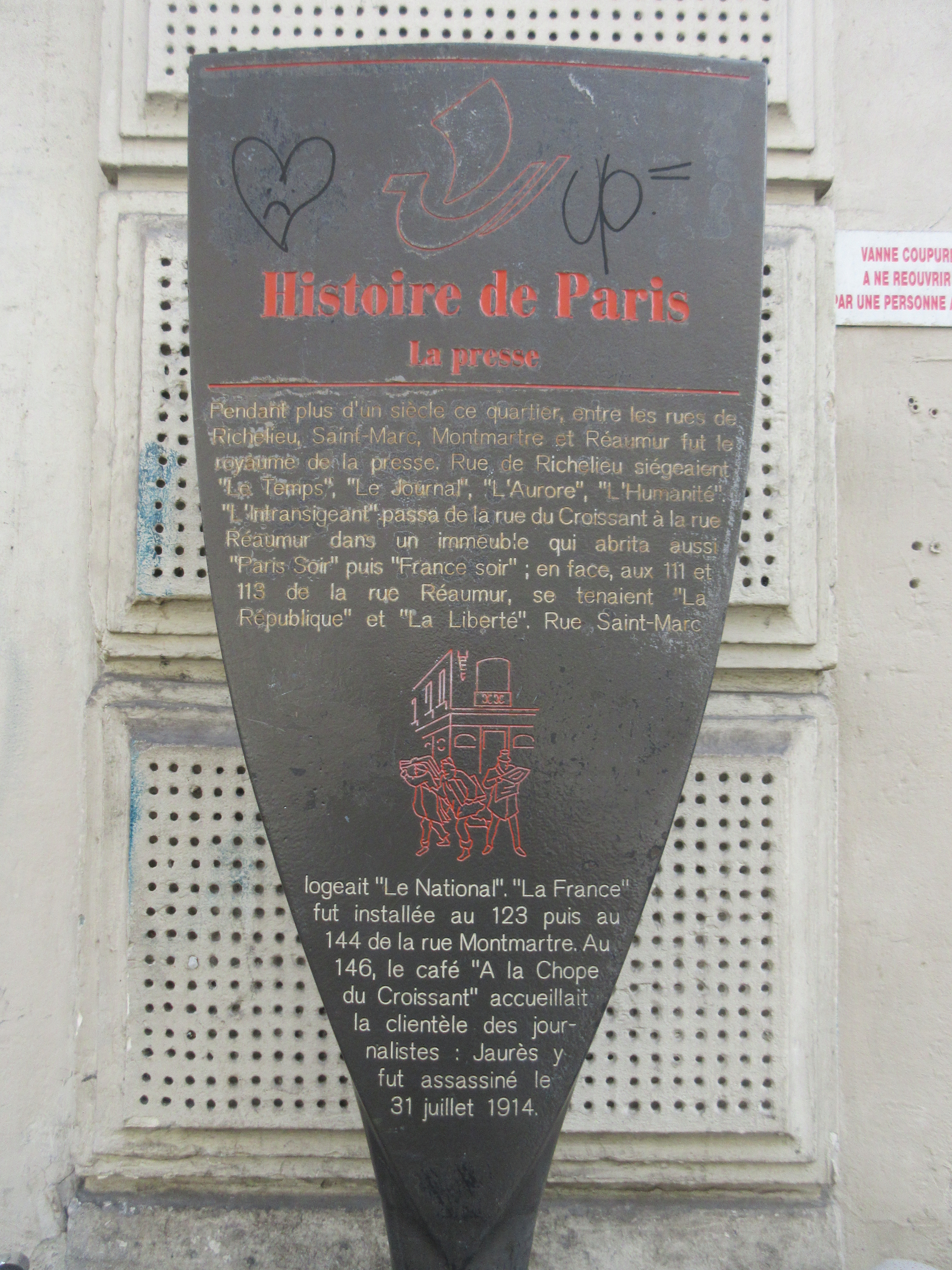
Panneau Histoire de Paris relatant l'histoire de la presse écrite en France.

L'histoire de la presse écrite en France traite de la naissance puis du développement de supports appelés périodiques destinés à informer et à détendre les publics de façon régulière.
Cette histoire commence réellement tout au début du XVIIe siècle avec l'apparition des premiers périodiques imprimés et est la conséquence directe de la diffusion de la presse typographique et de la baisse du prix du papier.
L'augmentation du nombre de titres et des tirages va aller de pair avec la révolution industrielle et l'amélioration du niveau d'éducation.
Depuis les années 1990, avec l'apparition de l'édition numérique en ligne, on assiste à une diminution des tirages sous forme papier.

## Jusqu'auXVIIesiècle, des imprimés permettent de transmettre des informations officielles

### Information transmise par voie orale ou par affichage jusqu'au Moyen-Âge
Durant l'Antiquité, l’information est véhiculée par voie orale, par courrier, ou plus rarement via un mode d'affichage, à travers les zones urbaines pour faire connaître les décisions des gouvernants en matière de justice (lois), de fiscalité (taxes) et de défense (conscription militaire). La maîtrise de la diffusion de l’information est un enjeu important pour asseoir un pouvoir politique : par exemple, l’état romain fait construire des routes et crée un service postal pour transmettre sa correspondance, auquel est associé un service d'information légale et la transmission des Acta Diurna (faits du jour) qui étaient la plupart du temps affichés sur les murs.

### Diffusion d'informations officielles exclusivement
En France, avant la presse régulière, des imprimés appelés occasionnels circulèrent par colportage ou se trouvaient chez les libraires des grandes villes. Ces ancêtres de la presse relataient en général un seul événement comme la victoire d'une armée, une inondation, la visite d'un monarque. Ce sont les plus anciens ancêtres de la presse.
Dans l'Italie du Moyen Âge se développe dans les villes le système des avviso, devenu en France l'« avis », publié de façon manuscrite sur des feuilles collées sur les murs ou diffusées à la main. Les avis reflètent des décisions de justice mais également l'opinion de personnes privées sur des faits politiques : cette vox populi fut bien entendu censurée. Le développement de l'imprimerie dans la deuxième moitié du XVe siècle favorise l'apparition du libelle, feuille pliée en quatre et de caractère souvent diffamatoire, du placard et de l'almanach. En France, à la suite de l'affaire des Placards, le roi François Ier signe le 13 novembre 1539 un édit qui lui octroie le monopole de l'affichage et en « interdit l'arrachage sous peine de punition corporelle ».
Conscient du pouvoir que représente la diffusion des écrits, la royauté française a toujours veillé à exercer un contrôle rigoureux. Le roi de France Louis XI crée une Poste royale en 1462. Auparavant, les nouvelles circulaient grâce à des manuscrits, ou à des feuilles imprimées occasionnelles. Les premières répondaient à un besoin croissant d'information des banquiers et des marchands italiens et allemands, tandis que les secondes permettaient aux imprimeurs d'étendre leur marché au-delà de celui du livre et de répondre à une attente grandissante des lecteurs. Ces feuilles volantes restaient occasionnelles, même si parfois elles formaient des séries numérotées.
Au cours du XVIe siècle, des publications de nouvelles commencèrent à voir le jour, sous forme d'occasionnels relatant des batailles, la visite d'un important personnage, ou de « canards », faits-divers plus ou moins arrangés destinés à effrayer un peu le bon peuple. Ces brochures mettent en scène de mauvais catholiques : magiciens, usuriers, etc., qui périssent, souvent punis par le diable. Au siècle suivant, diverses séries de publications plus ou moins régulières, hebdomadaires ou bimensuelles, apparurent, colportées par les courriers postaux qui quittaient les grandes villes une fois par semaine. Elles naissent dans les villes allemandes, dans les Pays-Bas autrichiens et dans les Provinces-Unies et passent ensuite en Angleterre, en France, en Italie et dans le reste de l'Europe. Elles contenaient en général des informations concernant la politique extérieure et les guerres, laissant la politique intérieure de côté, ce qui s'explique par le très grand contrôle que le pouvoir s'efforça d'exercer dès le départ sur la presse.

## Publications périodique et imprimées à partir duXVIIesiècle
Le développement progressif de la presse écrite peut être située dans son contexte historique qui mêle des facteurs politiques, économiques et intellectuels. La curiosité pour les nouvelles, peut-être associé à des tournants de l'histoire : la Renaissance, le moment de la Réforme, les grandes découvertes, les progrès des échanges bancaires et commerciaux entraînaient, les grands conflits qui déchirent l'Occident au XVIe siècle.
La plupart des chercheurs s'accordent à définir la presse écrite sur la base de deux critères : l'utilisation de l'imprimerie (et donc de la presse d'imprimerie, la machine servant à imprimer), grâce à la mise au point de la typographie mobile, vers 1450, par Johannes Gutenberg et, d'autre part, de la périodicité. Ces deux facteurs ne seront réunis pour favoriser la diffusion des nouvelles et de l'information, qu'au tout début du XVIIe siècle.

Toutefois, le développement de la presse écrite est ralenti par l'analphabétisme (suppléé par le crieur public) et le coût prohibitif de l'impression.

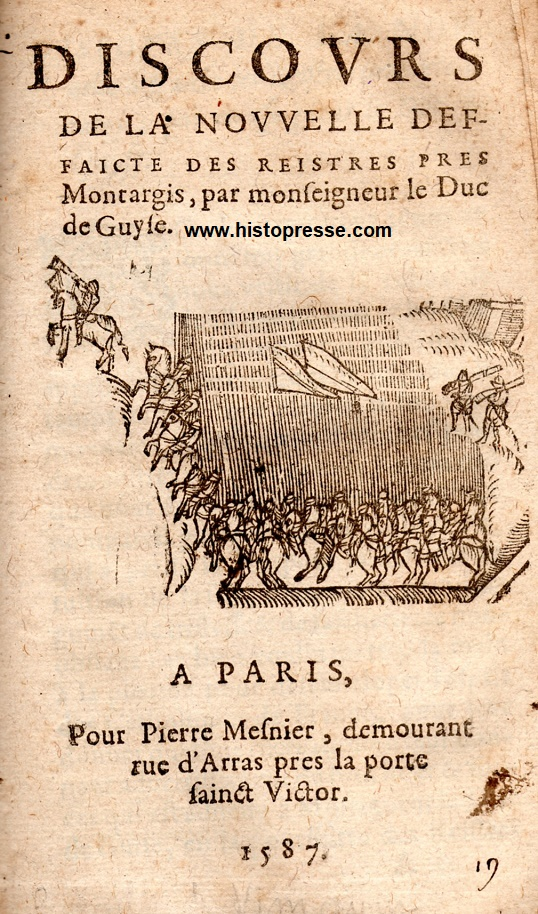
Photo représentant un ancêtre de la presse illustré de 1587.

Le premier périodique imprimé au monde, reconnu en tant que tel par l'Association mondiale des journaux, est un hebdomadaire de quatre pages, titré Relation (titre complet : Relation aller Fürnemmen und gedenckwürdigen Historien). Il est lancé à Strasbourg en décembre 1605 par Johann Carolus.

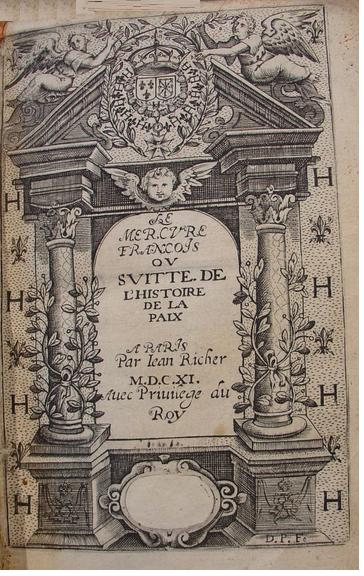
Frontispice de l'édition de 1611 du Mercure françois, ancêtre de la presse française édité en France par Jean et Étienne Richer dès 1610.

Sous l'Ancien Régime, faire paraître un journal impliquait avoir obtenu un privilège et une autorisation préalable. C'était le cas notamment du premier grand périodique français, La Gazette : son rédacteur, Théophraste Renaudot, avait obtenu dès 1631 un privilège royal l'autorisant à publier, grâce à l'intervention du cardinal de Richelieu.

### Les transitons de Molines, ancêtres de la presse locale
Les écrits en langue vulgaire (c'est-à-dire dans une autre langue que le latin) sont peu nombreux, et encore moins nombreux à être conservés à la fin du Moyen Âge. Plus rares encore sont ceux qui ont franchi les cinq siècles menant jusqu'à nous. Les archives municipales de Gap détiennent cependant un trésor : les transitons de Molines, des registres familiaux, du nom des chemins de montagne qu'ils « couvraient », écrit par la famille chargée de l'entretien du chemin, qui bien souvent longeait les canaux d'irrigation.
Ces cahiers relatent non seulement les détails sur l'entretien de ces chemins, mais aussi tous les événements s'y étant déroulés.

### Les imprimeurs lyonnais
À la fin du XVe siècle, Lyon a produit le tiers des éditions françaises, soit 1140 environ. Au cours des trente premières années du XVIe siècle, les éditeurs lyonnais produisent 2 500 éditions. Vers 1550, Lyon devient la capitale de l’imprimerie européenne. La rue Mercière et les rues voisines abritent près de 100 ateliers.
Dans une ville qui a déjà connu nombreux troubles sociaux (dont la Grande Rebeyne en 1529), les nombreux compagnons imprimeurs (on en compte presque 800 à Lyon vers le milieu du siècle) étaient connus pour régulièrement troubler l'ordre public. Il est donc fort possible qu'ils aient imprimé des « journaux », qui n'auraient pas été conservés depuis. Après 1580, les imprimeurs de Lyon et Anvers fuient dans la nouvelle République des Provinces-Unies, à Amsterdam puis Leyde, qui devient la nouvelle capitale européenne de l'imprimerie.

### Le synode de Chanforan: imprimer en latin ou en langue vernaculaire?
La fin du Moyen Âge est dominée par le poids de la religion. La Bible est forcément en latin, et le clergé dépositaire du savoir écrit. Les autres savoirs (artisanaux ou culturels) se transmettent oralement. L'idée même d'écrire dans une autre langue que le latin (il existe surtout des dialectes et langues régionales) est inconcevable.
L'écrit en langue vulgaire (c'est-à-dire dans une autre langue que le latin) est plus proche du langage oral que le latin. Il va rapprocher l'écrit d'une fonction de récit, par exemple pour des événements récents ou sans grande prétention, ce qui ouvre la voie à la création de journaux, qui sont cependant encore souvent interdits.
Dès 1524, Martin Luther effectue la première traduction en allemand du Nouveau Testament. Et en décidant en 1532, lors du synode de Chanforan, de publier une bible en langue vulgaire, avec un important budget pour l'imprimer, les pasteurs protestants révolutionnent le rapport à l'imprimerie. L'écrit n'est plus un coffre-fort à la garde du clergé mais le moyen de faire circuler les textes parmi un public qui apprend à lire, et transmet la lecture à ses enfants, ce qui provoque une réaction violente des églises. Lyon, qui était alors la capitale mondiale de l'imprimerie, subit une terrible répression.
Jusque-là, les seules bibles écrites en langue vulgaire, souvent en provençal, étaient colportées de village en village par des prêtres vaudois, poursuivis par l'Inquisition. Dissimulées dans des caches, ces bibles manuscrites étaient hors de prix. Avec l'invention de l'imprimerie, la diaspora des émigrés huguenots, réfugiés en Suisse ou aux Pays-Bas, va peu à peu diffuser dans le monde entier cette bible en langue vulgaire.

## De nouveaux types de périodiques auXVIIesiècle
Au cours du XVIIe et du XVIIIe siècle, la presse acquit droit de cité et suscita progressivement l'intérêt du public. Cependant, hormis en Grande-Bretagne et dans les Provinces-Unies, elle subit une très stricte censure et faisait dans chaque pays l'objet d'un monopole concédé par l'État, ce qui explique son impossibilité à être critique, et la persistance de nouvelles manuscrites et de multiples publications clandestines.
Le rôle de la presse ne doit pas être surestimé, car la censure rendait son existence plus fragile que celles des livres, brochures ou pamphlets, plus difficiles à surveiller pour des raisons pratiques et donc plus utilisés par les intellectuels pour diffuser leurs idées, [réf. nécessaire]à une époque où l'Église romaine surveille de près tout ce qui concerne la science et le rôle de la femme dans la société.
Par ailleurs, éditer sous forme régulière des publications nécessitait des moyens d'imprimerie et surtout d'approvisionnement en papier supérieurs aux capacités de l'époque. Le bois est difficile à transporter, réservé à de nombreux autres usages, le textile est rare aussi. Le papier lui aussi reste donc cher. Le livre reste une œuvre d'art et l'idée de la remplacer par une autre, actualisée, ne fait que lentement son chemin.

### À Strasbourg et Londres, les premiers périodiques au début duXVIIesiècle
La première gazette hebdomadaire imprimée au monde, un journal de quatre pages intitulé Relation aller Fürnemmen und gedenckwürdigen Historien (« Communication de toutes histoires importantes et mémorables »), fut lancée à Strasbourg en 1605 par Johann Carolus. Dès 1610, un annuel paraît en France : le Mercure François, édité par Jean et Étienne Richer. Il contient sur plus de 1 000 pages, des nouvelles du monde, de l'Europe et de France. C'est l'ancêtre de la presse française.
Le premier journal anglais de cette époque fut le Weekly News de Nathaniel Butter (en) en 1621, qui fut d'abord une traduction de publications hollandaises, puis se distingua par un contenu tourné vers l'actualité étrangère. On y trouve des récits de voyages aux Indes, qui fascinent un public cependant encore restreint.

### LaGazettede Théophraste Renaudot

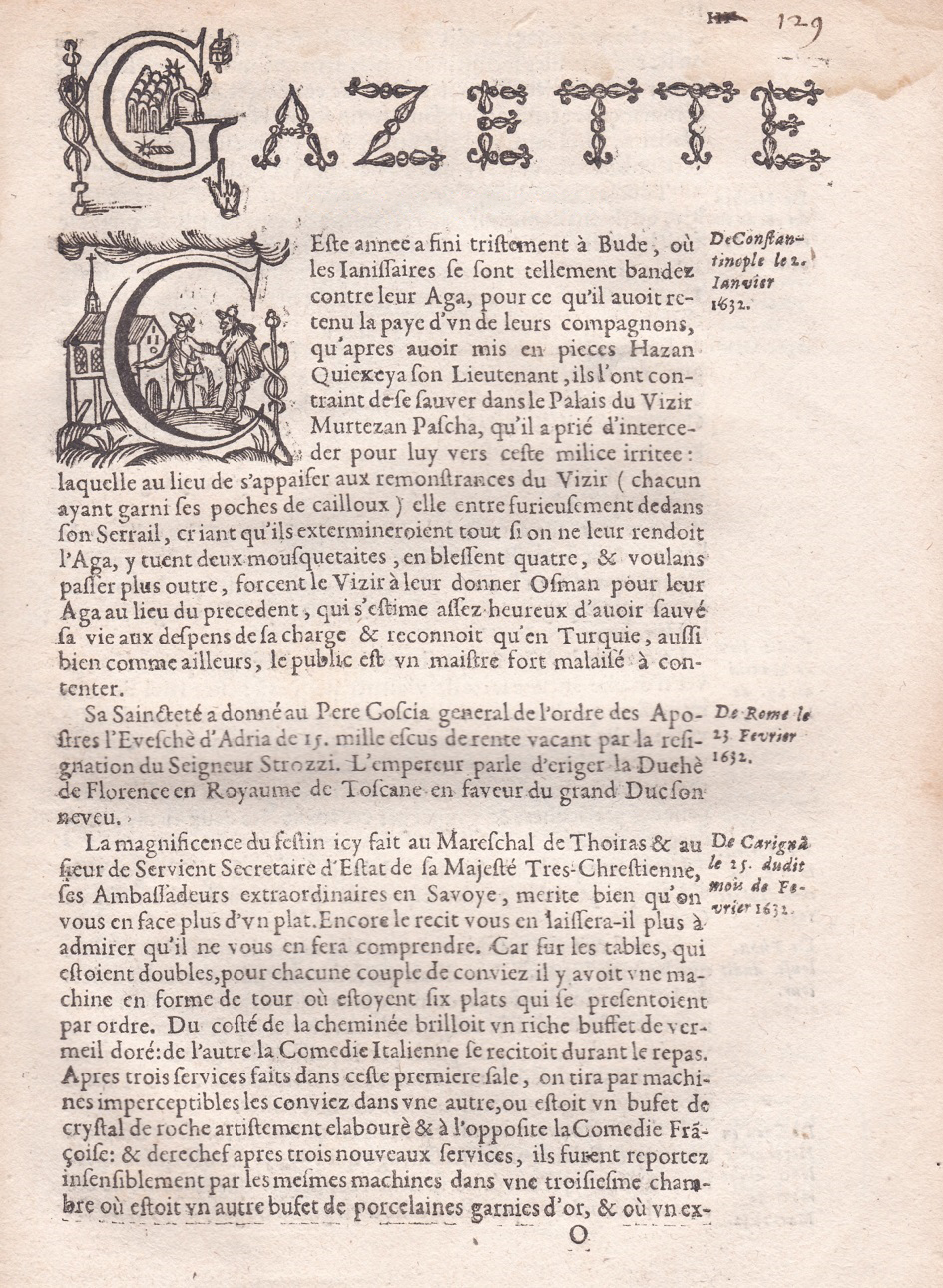
Premier hebdomadaire français: la Gazette de Renaudot, 1631.

Orphelin d’une modeste famille de la bourgeoisie protestante de Loudun, Théophraste Renaudot est un journaliste, médecin et philanthrope français fondateur de la publicité et de la presse française par ses deux créations du Bureau d'adresse (1629) et de la Gazette, journal hebdomadaire (30 mai 1631).
Le premier numéro de la Gazette est publié le 30 mai 1631, emboîtant ainsi le pas aux Nouvelles ordinaires de divers endroits des libraires parisiens Martin et Vendosme, parues depuis janvier 1631. Soutenu par Richelieu, qui fit de la Gazette un instrument de sa propagande politique, Renaudot emporta ce marché face à ses concurrents, malgré l’hostilité de la communauté des imprimeurs et libraires parisiens. Dès 1632, Renaudot insère dans ses publications et entre deux Gazette, une feuille intitulée Nouvelles Ordinaires, ainsi qu'un mensuel : Relations des Nouvelles du Monde. En 1635, l’État lui accorda un monopole pour lui et ses successeurs.
La qualité de son journal était bien meilleure que celle de ses concurrents et, de fait, il avait le soutien financier du gouvernement de Richelieu qui lui transmettait des informations. Joignant ponctualité, abondance, diversité géographique, concision et clarté des nouvelles, la Gazette fut un grand succès, et lui fut adjoint, dès 1634, le supplément des Extraordinaires, relatant dans le détail les évènements les plus importants.
Pendant la Fronde, Renaudot doit suivre la famille royale à Saint-Germain et y éditer sa Gazette. Cependant, ses fils restent à Paris et publient le Courier François, du 5 janvier 1649 au 7 avril. Cette publication se montre plus favorable à la Fronde. Le Courier François paraissait le vendredi et un auteur : Saint-Julien proposait, dès le dimanche, le Courrier François traduit en vers burlesques, copie rimée du journal des frères Renaudot.

### Les mazarinades, ancêtres du journalisme d'opinion
Les mazarinades sont des pièces de vers satiriques ou burlesques, pamphlets ou libelles en prose qui furent publiées, du temps de la Fronde, au sujet du cardinal Mazarin. Bien que, pour la plupart dirigées contre ce ministre, le même nom a également été donné aux écrits composés pour le défendre et répondre aux attaques des frondeurs.
Intitulée la Requête des trois états du Gouvernement de l’Île-de-France au parlement de Paris, contre Mazarin, la première des mazarinades parut vers la fin de 1648. Depuis lors jusqu’en 1652, parurent plus de quatre mille écrits satiriques dirigés, en grande partie, contre le cardinal.
Depuis les railleries contre son accent italien, ses habitudes efféminées jusqu’aux attaques les plus grossières sur ses amours avec la reine et sur la conduite de ses nièces, toutes les sortes d’injures sont réunies dans les mazarinades contre le cardinal, qui, selon tous les témoignages historiques, paraissait insensible à ces avanies.

### Les premiers grands reportages
Le grand reportage du bout du monde obtiendra un immense succès à partir des années 1660 à 1680 avec les œuvres d'Alexandre-Olivier Exquemelin, Raveneau de Lussan, Lionel Wafer et William Dampier, qui ont partagé la vie des pirates, corsaires et boucaniers des Amériques. Leurs récits sont réédités plusieurs fois, puis traduits dans plusieurs langues.
Factuel, haut en couleur, autobiographique et mené par une curiosité qui l'emporte sur l'ethnocentrisme, le récit tient beaucoup plus du grand reportage que du roman, de l'essai ou de la monographie.
Le reportage de William Dampier va circuler en Écosse dans les milieux presbytériens et sera utilisé pour la préparation et la mise en œuvre du Projet Darién, tentative ratée d'installer une colonie à la frontière du Panama et de la Colombie, aux îles San Blas, où des boucaniers huguenots vivaient avec leurs épouses indiennes Kunas.
C'est aussi l'époque où le pasteur vaudois Jean Léger se réfugie à Leyde, nouvelle capitale européenne de l'imprimerie, dans la République des Provinces-Unies pour témoigner des massacres perpétrés dans les Vallées vaudoises lors des Pâques vaudoises. Il y publie son Histoire générale des églises évangéliques des vallées de Piémont, qui circule dans l'Europe entière. Il reçoit le soutien d'Oliver Cromwell, qui envoie des émissaires dans le Piémont, comme le diplomate et mathématicien Samuel Morland, pour faire cesser les violences. C'est un récit détaillé, mais subjectif, de ces violences et brimades qui constituent un prélude aux dragonnades. Il incite les huguenots à préparer très tôt des filières d'émigration auprès de puissances protestantes ainsi sensibilisées aux persécutions. Le poète et pamphlétaire anglais, John Milton (1608 - 1674) écrit son sonnet sur Bloody Easter. Finalement, Mazarin s'en mêle et l'ambassadeur de France à Turin pousse à la paix, ce qui amène le jeune duc Charles-Emmanuel II de Savoie à accorder alors des «patentes de grâce» et un pardon général.

## Sous le règne de Louis XIV

### La censure systématique en France
Le Roi soleil donne des instructions pour empêcher la publication d’un ouvrage sur le traité de Lorraine dès le 19 mai 1662[réf. nécessaire]. Un parlementaire, Denis de Sallo est chargé par Colbert de rédiger l’hebdomadaire Journal des Sçavans en 1665. S’étant livré à une légère critique du pape et d’un écrivain protégé, de Sallo sera remercié et remplacé par le sage abbé Galois dès 1666. Ce journal traite de sujets nobles : sciences, histoire, religion, voyages. L’édition de Paris sera la plus surveillée par le pouvoir.
La censure se durcit ensuite en 1674, l'année où le roi renforce son pouvoir personnel. Cette année-là, les permissions accordées aux libraires sont toutes révoquées et ils doivent désormais demander l'autorisation pour l'impression de chaque ouvrage. En 1686, un an après la révocation de l'édit de Nantes, nouveau tour de vis, qui impose aux syndics de la corporation des libraires des rapports réguliers au lieutenant de Police, l'informant de ce qui se passe dans la profession.
La dernière phase de la censure sous Louis XIV commença avec l'édit de novembre 1706 qui institutionnalisa le contrôle du pouvoir non seulement sur la presse mais sur les spectacles. Le Parlement, puis le lieutenant général de police, exercent la censure.

### À Versailles, l'ancêtre de la presse mondaine, leMercure galant
Malgré la censure, le Mercure galant, lancé par Donneau de Visé, parait de 1672 à 1674. En 1677, il devient Le Nouveau Mercure galant, puis Le Mercure galant de 1677 à 1714. Le Nouveau Mercure galant reparait de 1714 à 1716. D’abord trimestriel, l’ouvrage devient rapidement un mensuel de 350 pages qui traite de l’actualité mondaine. Le rédacteur présente ses différents articles comme s’il écrivait à une dame.
« Ceux qui sont accoutumés de lire ses ouvrages savent que son grand et principal but est de se rendre agréable à la Cour et que ce dessein déterminé l'emporte chaque mois en des raisonnements si outrés et en des narrations si fabuleuses que l'on ne peut les lire sans en être surpris », écrivent de lui des contemporains en août 1709, Jacques Bernard et Jean du Mont, dans Lettres historiques contenant ce qui se passe de plus important en Europe.

### Après 1679, les journaux des diasporas juive et huguenote
La censure est cependant contournée dès la révocation de l’édit de Nantes en 1685, qui oblige de nombreux huguenots, les protestants français, à quitter le pays. Des Pays-Bas, d'Angleterre ou d'Allemagne, ils rédigent en français quelques journaux assez virulents que de nombreux français peuvent lire par abonnement, parmi lesquels Mercure historique et politique, L’Esprit des Cours d’Europe, ou encore Nouvelles de la république des lettres, de Pierre Bayle, émigré à Rotterdam.
La diaspora juive a sa Gazeta de Amsterdam, écrite en ladino, langue véhiculaire des Juifs séfarades installés à Amsterdam, diffusée deux fois par semaine, entre 1675 et 1702 et dirigée par David de Castro Tartaas, avec une édition en espagnol pour toucher la diaspora des juifs séfarades, implantée aussi à Curaçao, Livourne ou Bayonne.
Très lue mais dispersée, fragmentée, la presse clandestine est confrontée à la concurrence de la littérature qui circule dans les pays européens. Le pamphlet le plus célèbre Les Soupirs de la France esclave est l'œuvre d'un auteur anonyme. « Quantités de belles plumes ont quitté le Royaume », déplore Vauban, qui regrette qu'elles se livrent à des publications diffamatoires contre le roi de France, parfois même au sein d'autres cours d'Europe. Les Pays-Bas ne sont en effet pas les seuls à accueillir les expatriés français. Londres, teste la liberté de la presse résultant de l'abolition en 1695 du Licensing Act, peu après l'arrivée sur le trône britannique en 1688 du souverain hollandais Guillaume III d'Orange, dans le cadre de la Glorieuse Révolution. Le nouveau pouvoir n'applique plus la loi sur l'autorisation préalable. La multiplication du nombre de journaux, qui se livrent à des joutes enflammées, est stimulée par l'apparition d'un pluralisme politique, les partis whig et tory se disputant les suffrages des électeurs.
De 1688 à 1692, 26 publications différentes sont créées à Londres. Ensuite, on compte 18 publications régulières, qui profitent de l'apparition d'une scène littéraire, parfois envahie par des débats virulents entre deux partis.
Les milieux d'affaires d'une City naissante sont les premiers lecteurs de cette presse largement tournée vers l'étranger. Les réfugiés français jouent un rôle moteur. Un pasteur français, Jean de Fonvive, gagne 600 sterling par an, avec son Post Man, réputé fiable grâce au réseau de la diaspora des Huguenots à travers le monde. On lui propose de devenir éditorialiste de la London Gazette. Abel Boyer (1667-1729), arrivé de Castres en 1689 édite le Post Boy, 3 000 exemplaires contre 3 800 pour le Post Man. Un troisième « quasi-quotidien » national, le Flying Post, sort aussi en 1695, les mardi, jeudi et samedi, pour les envois du Royal Mail. Un autre huguenot, Pierre-Antoine Motteux, fonde dès 1692 le Gentleman's Journal:233, mensuel qui gagne le premier public féminin. L'hebdomadaire Anti-Jacobin, créé par George Canning en 1797, milite pour l'abolition de la traite négrière et rêve de ruiner les colonies françaises.
Le Norwich Post paraît en 1701, disputant le rôle de premier quotidien de l'histoire au Daily Courant fondé le 11 mars 1702. Comme le Post Man, il compile des nouvelles de l'étranger, lues avec avidité par les milieux d'affaires. Les écrivains anglais à succès contribuent à cette ébullition: Daniel Defoe fonde en 1704 le Weekly Review. Jonathan Swift est rédacteur en chef de l’Examiner fondé en 1710.

## LeXVIIIesiècle, celui des Lumières

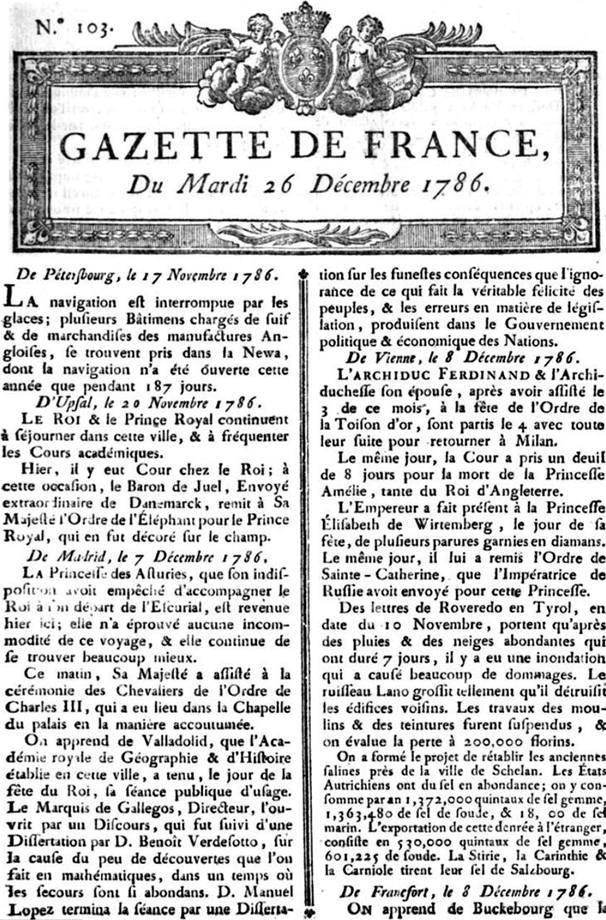
La Gazette du 6 décembre 1786.

### L'Alsace, la Suisse et l'Écosse innovent au début duXVIIIesiècle
Dès 1731, la parution des Affiches, à Strasbourg, dans une Alsace protestante alors indépendante de la France et en pleine croissance économique, témoigne du succès des périodiques, imprimés grâce à des presses en bois gravé, qui sont aussi utilisées pour imprimer des motifs sur les tissus, alors que l'histoire des indiennes de coton en Europe est en pleine accélération.
Le pays le plus à la pointe, un peu avant l'Alsace, est la Suisse. Dès 1738, on y enregistre la première publication de la Feuille d’avis de Neuchâtel, premier quotidien en langue française de l'histoire, publié sans discontinuité jusqu’à nos jours sous le titre de L’Express (version suisse). L'édition de presse touche aussi l'Écosse, réunie à l'Angleterre depuis 1708, où en 1739 William Ged, orfèvre à Édimbourg, imprime un ouvrage en stéréotypie, c’est-à-dire sans utiliser les types mais grâce à des moules des « pages typographiques ».

### Les années d'avant les révolutions américaine, française et haïtienne
Le premier quotidien ne paraît en France qu'en 1777, à un moment où le bouillonnement intellectuel et scientifique saisit toute l'Europe. Imprimé sur quatre pages, le Journal de Paris est fondé par Antoine-Alexis Cadet de Vaux, Corancez et Dussieux. Traitant principalement d’événements culturels et de faits divers il remportera un succès important auprès de la population parisienne et suivra assidûment les événements de la Révolution française. La Gazette ayant le monopole de l'information politique, Camusat imprime dès 1728 le Spectateur Littéraire. l'abbé Desfontaines fonde le Nouvelliste du Parnasse, puis, en collaboration avec Mairault, Granot et Fréron, il se lance, dès 1735, dans la publication des Observations sur les écrits modernes. En 1744, Desfontaines publie les Jugements sur quelques ouvrages nouveaux. L’abbé Granet, oubliant toute charité chrétienne s’empresse d’imprimer le Contrôleur du Parnasse, pour servir de parade contre les faux jugements de l’abbé Desfontaines. De nombreuses publications ont une durée de vie éphémère : Le Journaliste amusant, 1731 ; le Glaneur français, 1734 à 1737 ; Nouveaux amusements de l’Esprit,  1737 ; l’Anti-Feuille par Dujardin, concernant les jugements de Fréron ; Observations sur la littérature moderne par l’abbé de la Porte, 1749 à 1752, qui fonde également son Observateur littéraire.
En 1745, Élie Fréron fonde son journal, Lettres de Madame la Comtesse de *** sur quelques écrits modernes, qui sera interdit en 1746. La même année, il commence les Lettres sur quelques écrits de ce temps. L’ouvrage est, dans un premier temps, imprimé à Genève, puis à Nancy jusqu’en 1754. Élie Fréron a, toute sa vie, combattu les Philosophes. Commencé en avril 1754, le Journal Étranger fut dirigé par l’abbé Prévost en janvier 1755, puis par Fréron. Dans ce périodique, Prévost, Grimm, Toussaint, Arnaud, Suard et Fréron, souhaitent faire connaître à la France les auteurs, savants ou artistes du monde, ce qui est une initiative très méritoire. En 1754, Fréron propose un nouveau journal au public : L'Année littéraire, qui porte comme indications à Amsterdam et à Paris, chez Michel Lambert, libraire. L’auteur déclare dans un avertissement qu’avec le peu de loisirs qui lui restent, il ne pourra répondre aux lettres qu’on lui adresse, ni lire les ouvrages manuscrits qu’on lui envoie…

### Le succès des journaux thématiques
De nombreux journaux vont tenter de satisfaire les esprits curieux et libérés du siècle des Lumières qui explorent de nouveaux domaines : le Journal de Médecine en 1754, le Journal des Dames en 1759, le Journal d’Éducation, Les Éphémérides du Citoyen en 1767, rédigé par le physiocrate Pierre Samuel du Pont de Nemours, dans lequel il démontre que la corvée et l'esclavage des noirs, tout en étant inhumains, ne sont pas rentables économiquement, le Courrier de la Mode en 1768, Journal des Théâtres en 1770, Journal de Musique en 1773, Bibliothèque des Romans en 1775… La presse spécialisée voit ainsi le jour en France.
Précurseur, le Journal économique paraît dès 1751. Ce mensuel est rédigé jusqu’en 1772 par Baudeau, Goulin, Querlon, Dreux du Radier et Boudet. Il attaque souvent les idées des Physiocrates. L’abbé Rozier édite, en 1752, les Observations sur la Physique, l’Histoire naturelle et les arts (Journal de Physique). On y trouve des articles sur la distillation de l’eau de mer, sur le scorbut, des expériences sur l’air, sur l’électricité artificielle…
Ce succès est largement dépassé par celui du quotidien britannique The Times qui fait son apparition en 1788 mais avait été fondé trois années plus tôt par John Walter, sous un autre nom, The London Daily Universal Register. Ce quotidien d’information britannique dispose d’une influence considérable sur le pays et dans les domaines politiques, économiques et culturels.
Dans le Nord des États-Unis, les journaux se sont multipliés depuis longtemps. Juste après l'indépendance, le 1er amendement de la Constitution de 1787 interdit au Congrès de voter des lois qui limiteraient la liberté de la presse.

### La Révolution française et la révolution noire à Saint-Domingue
Le dispositif de contrôle de la presse écrite et des publications mis en place sous l'Ancien Régime fut balayé à la veille de la Révolution française, alors que débutait la rédaction des cahiers de doléances par les citoyens, qui vont bientôt prendre les armes et faire tomber la monarchie en 1792. L'article 11 de la Déclaration des droits de l'homme et du citoyen de 1789 dispose que « tout citoyen peut parler, écrire, imprimer librement ».
La Révolution française permit une réelle avancée et une prise de conscience, mais la liberté de la presse n'était pas pour autant définitivement acquise, car elle sera remise en cause dès la fin du siècle, lors de l'arrivée au pouvoir de Napoléon Ier.
La révolution entraîne aussi en 1794 l'abolition de l'esclavage à Saint-Domingue, où une révolution noire chasse les colons ou les massacre. À partir de 1794, l'afflux des réfugiés français de Saint-Domingue en Amérique stimule la presse francophone en Louisiane et à Philadelphie où la diaspora multiplie la création de titres.

## Essor de la presse auXIXesiècle

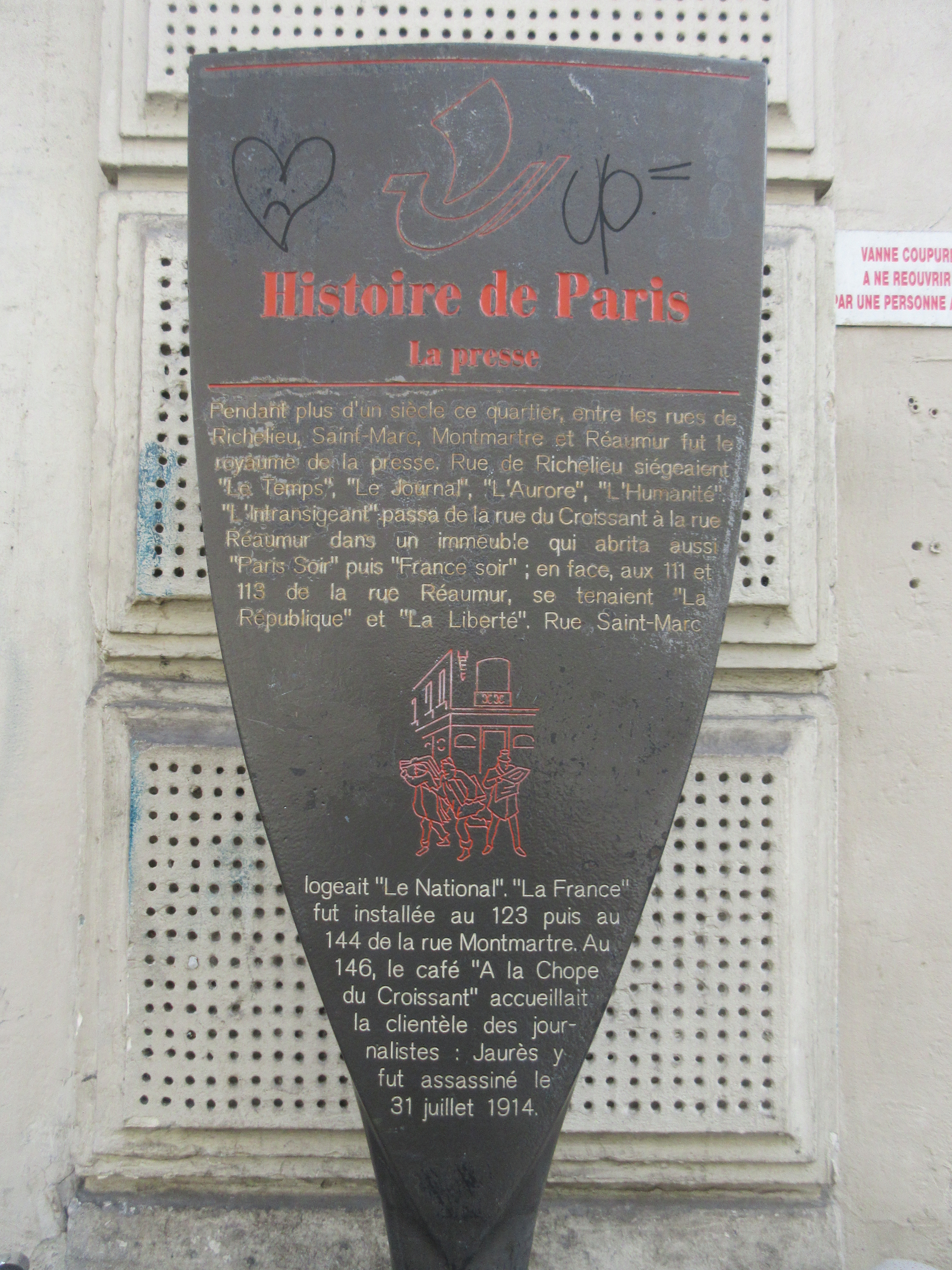
Panneau Histoire de Paris
« La Presse »

### Une liberté de la presse encore fragile
Au XIXe siècle, le quartier où sont réunis la plupart des grands titres de la presse s'appelle la République du Croissant. Il est situé entre Réaumur et Opéra et son centre se trouve à l'intersection entre la rue du Croissant et la rue Montmartre, dans le 2e arrondissement de Paris. Les grandes entreprises de presse tentent d'y instaurer des règles et des usages pour leur développement économique, passant par la délivrance de cartes pour les livreurs et revendeurs de journaux. C'est le lieu où sont installées la plupart des imprimeries et des salles de rédaction, et où se créent des associations d'entrepreneurs de presse et de journalistes, comme l'Association syndicale professionnelle des journalistes républicains français (ASPJRF) d'Edgar Monteil.
Le 17 janvier 1800, dès son arrivée au poste de premier consul, Napoléon Bonaparte rétablit la censure. Un décret des trois consuls sur la suppression de « tous les journaux qui inséreraient des articles contraires au respect dû au pacte social, à la souveraineté du peuple et à la gloire des armées, ou qui publieraient des invectives contre les gouvernements et les nations amies ou alliées de la république, lors même que ces articles seraient extraits de feuilles périodiques étrangères » est appliqué sur une soixantaine de journaux, notamment la presse d'opinion jacobine et libérale. La menace jacobine est en effet réelle, comme en témoignent plusieurs projets et conspirations contre le premier consul. Un arrêté limite à douze le nombre des journaux quotidiens pendant toute la durée de la guerre, puis à quatre en 1811 (le principal étant Le Moniteur universel).
Quelques dates importantes :
- En 1814, le Times tire 1 100 exemplaires à l'heure grâce à la presse cylindrique créé en 1812 par les Allemands Friedrich Koenig et Andreas Bauer.
- Le 18 juin 1815, la bataille de Waterloo permet un délit d'initié : Nathan Mayer Rothschild (1777-1836) fait courir la rumeur d'une victoire française, grâce au déficit d'information.
- En 1819, les lois de Serre autorisent à nouveau la publication, du moment que le nom du propriétaire est indiqué. Parmi les délits sanctionnés, l'outrage aux bonnes mœurs et l'offense au roi.
- En 1824, le député Ignace Chappe utilise le sémaphore pour transmettre les prix des matières premières, se heurte à la communauté d’affaires.
- En 1829, François Buloz fonde la Revue des Deux Mondes avec des textes ouverts à l’Europe qui résiste à la censure. Balzac, Stendhal et Chateaubriand y écrivent[16] . Baudelaire y publie la première version des Fleurs du mal.
- La révolution de 1830, appelée « Trois Glorieuses », est motivée par la Protestation des 44 journalistes du 26 juillet 1830 en faveur de la liberté de la presse.
- En 1832, Samuel Morse s'inspire des travaux d'André-Marie Ampère et François Arago pour inventer un Alphabet morse, puis présente le daguerréotype de Louis Daguerre aux artistes américains.
- En 1835, Charles-Louis Havas fonde l'agence éponyme, utilise des pigeons pour livrer des dépêches de France aux pays étrangers et des nouvelles de l'étranger à la France, alors que le sémaphore d'Ignace Chappe et le télégraphe de Samuel Morse sont encore en phase de recherche.

### L'ère du télégraphe et de la nouvelle fraîche
- En 1836, Charles Wheatstone achève le premier télégraphe électrique entre Londres et Birmingham, ce qui ouvre des horizons aux agences de presse et aux quotidiens.
- 1836, la publicité inventée par Émile de Girardin, pour financer La Presse, premier quotidien à deux sous, qui utilise le télégraphe.
- 1836, Moïse Polydore Millaud, qui fondera en 1863 Le Petit Journal, crée Le Gamin de Paris, vendu à la porte des théâtres, et Le Négociateur, journal boursier qui profite de l'ouverture en 1825 du Palais Brongniart.
- En 1838 est finalisé l'alphabet morse sous sa forme actuelle.
- En 1844, le réseau Claude Chappe, avec 534 stations et 5 000 km de lignes relie par télégraphe 29 villes à Paris.
- En 1845 l'Agence Havas est à la pointe pour l'utilisation systématique du télégraphe.

### L'ère de la rotative et du journal bon marché
- Dès 1845, la rotative est conçue par l’Américain Richard M. Hoe sous forme de rouleaux cylindriques, permettant d'imprimer des dizaines de milliers de quotidiens en une nuit et de faire baisser le coût unitaire de l'édition (la feuille de chou n'est plus vendue simplement sur abonnement mais en kiosque ou à la criée, au prix de 5 centimes au lieu de 15 à 20 centimes précédemment[20]).

## 1848: le tournant marqué par la proclamation de la deuxième république
À partir de 1848, et avec la proclamation de la deuxième république, la presse écrite connait un essor par la levée des contraintes instaurées sous la monarchie de Juillet. Beaucoup de journaux ont eu une existence éphémère.
- En 1848, une série de révolutions en Europe et la ruée vers l'or en Californie dopent les ventes de quotidiens: chaque jour arrivent des évènements nouveaux. Le chemin de fer prend son expansion, amenant rapidement les quotidiens partout sur le territoire.
- 1848, Moïse Polydore Millaud fonde avec Mirès le Journal des Chemins de Fer, grand succès chez les boursiers.
- 1848, l'agence de presse américaine Associated Press est créée sous forme de coopérative par six quotidiens.
- En 1849, Moïse Polydore Millaud s'appuie sur la popularité de Lamartine, lui confie la revue Le Conseiller du peuple (avril 1849-novembre 1851).
- 1851 : premier câble sous-marin entre la France et l'Angleterre.
- En 1851, l'agence Reuters est fondée à Londres par Paul Julius Reuter, venu de l'Agence Havas.
- En 1863, un public populaire plébiscite un nouveau quotidien, Le Petit Journal, de Moïse Polydore Millaud : bon marché (5 centimes au lieu de 15 centimes), vendu en kiosque, de format commode (43 × 30 cm), distrayant (fait divers, feuilleton, chronique) et sans politique, donc dispensé du timbre.
- les décrets du 24 novembre 1866 et 9 janvier 1867 suppriment en particulier l'autorisation préalable. Cette ouverture favorise l'éclosion de nombreux journaux français, certaines publications scientifiques ou littéraires devenant politiques, et des hebdomadaires passant à une publication quasi-quotidienne[22].
- En Belgique, Armand Mandel cherche à éclairer le public sur les manœuvres de certains financiers. Il crée le journal La Cote libre de la Bourse de Bruxelles en 1868 et révèle en avril 1869 des scandales financiers.

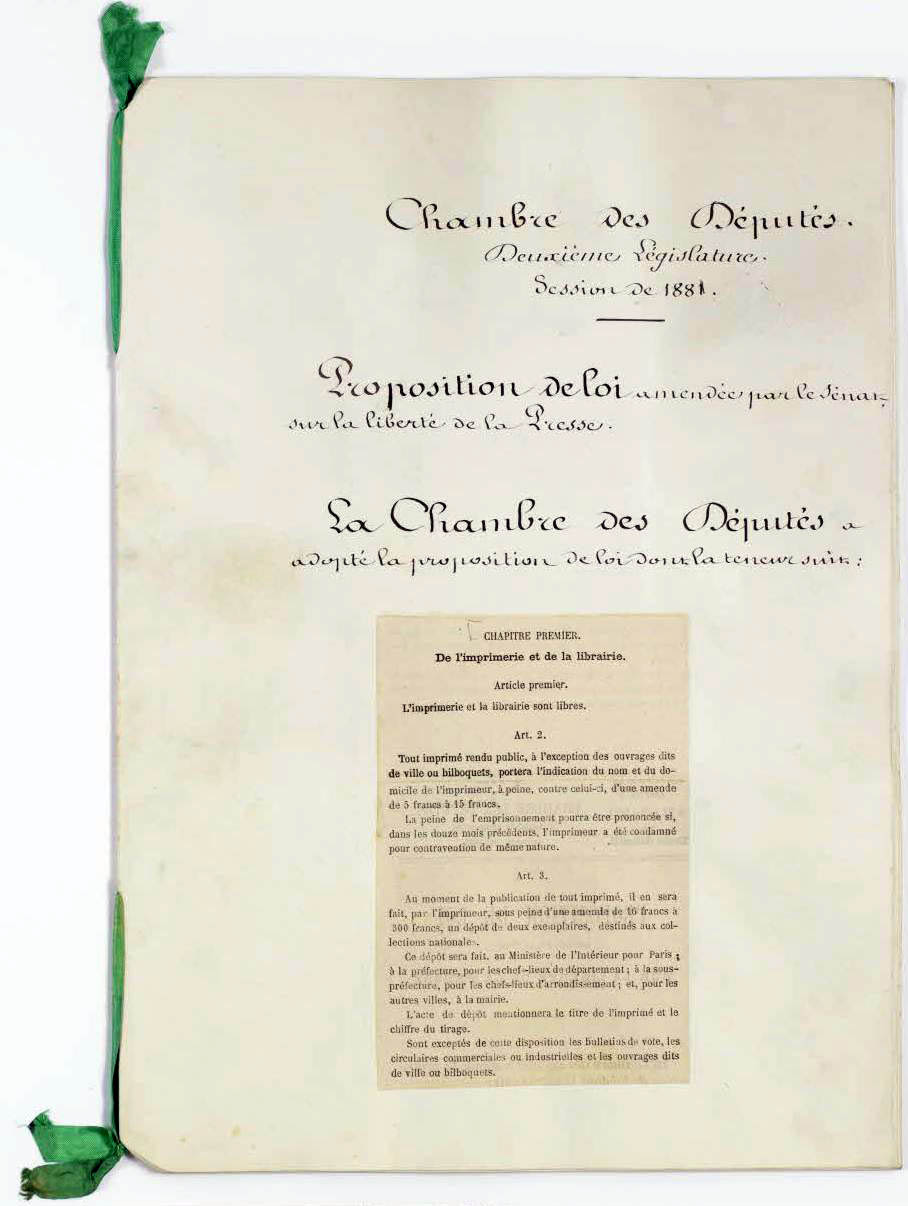
Loi sur la liberté de la presse, 29 juillet 1881. Archives nationales.

## La liberté de la presse, un droit voté en 1881
- En France, la liberté de la presse est votée par la IIIe République, l'article Ier de la loi sur la liberté de la presse du 29 juillet 1881 affirmant : « l'imprimerie et la librairie sont libres ». Toujours en vigueur, elle réglemente aussi l'affichage, le droit de réponse et la diffamation en droit français.
- En 1879, Amédée Marteau fonde l'Association de la presse républicaine départementale, suivie en 1880 de l'Association syndicale professionnelle des journalistes républicains français, puis en 1886 du Syndicat des journalistes français, qui se ralliera plus tard à la CFTC.
- En 1893, la vague des attentats anarchistes aboutit au vote des trois « lois scélérates » qui entraînent pour un temps la disparition de la quasi-totalité des titres de presse libertaires, dont Le Père peinard d'Émile Pouget et La Révolte de Jean Grave[23].

### L'arrivée de la presse économique et financière en France
La croissance de la presse économique prend son essor au XXe siècle, avec la création de nombreux titres boursiers au moment du boom du chemin de fer appelé railway mania, momentanément stoppé par le krach de 1847, puis sous le Second Empire, qui profite de la forte croissance économique mondiale des années 1850 et de l'expansion boursière qui l'accompagne.

## Le défi de la censure durant la première et la deuxième guerre mondiale
Au début du siècle, la presse française a le vent en poupe, comptant plus de 600 titres de quotidiens (entre 1881 et 1914, Paris compte de 80 à 90 quotidiens selon les années) et en 1914, c'est la plus lue au monde, avec un taux de pénétration de 244 exemplaires de quotidiens pour mille habitants, dont quatre avec un tirage supérieur à un million d'exemplaires. Ce développement est permis par la multiplication de rotatives de plus en plus puissantes, le déploiement du chemin de fer et l'alphabétisation liée à l'école obligatoire. À Paris, la République du Croissant désigne le quartier de la presse, située entre Réaumur et Opéra, où sont réunis la plupart des grands journaux.
- En 1903, le Groupe Moniteur publie le premier titre de presse spécialisé, Le Moniteur des travaux publics.
- En 1914, le correspondant de guerre du Matin, Albert Londres, dénonce dans ses reportages la propagande pendant la Première Guerre mondiale et popularise l'expression bourrage de crâne.
- Le 10 septembre 1915, Le Canard enchaîné est créé "en riposte" à la censure et la propagande, mais végète financièrement. Le 29 novembre 1916, pastichant les jeux, les concours, les référendums proposés par la presse, il lance un référendum pour l'« élection du grand chef de la tribu des bourreurs de crâne ». Il utilise un langage codé : antiphrases, démentis qui valent confirmations, phrases à l'envers, faisant du lecteur un initié, presque un complice.
- Durant la Première Guerre mondiale, on voit apparaître des journaux de tranchées, tels Le Bochofage.

### L'entre-deux-guerres et la concurrence de la radio
L'entre-deux-guerres est marqué par la chute des ventes de plusieurs des grands quotidiens parisiens, qui ont été discrédités par le bourrage de crâne découlant de la censure pendant la guerre mais aussi affecté par la flambée des prix du papier, puis par la montée en puissance d'un nouveau média, la radio.
La presse parisienne passe de 40 titres en 1920 à 32 en 1939, soit une baisse d'un cinquième en deux décennies. Sur la même période, la presse régionale passe de 220 à 175 titres, soit une diminution de même ampleur. Mais elle monte en puissance pour ce qui est du nombre d'abonnés et représente en 1939 la moitié des 12 millions d'exemplaires vendus en France par la presse quotidienne.

#### Le lourd héritage de la guerre
En 1917 commence une hausse du prix des quotidiens, qui passent en trois ans de 5 à 20 centimes, alors que le kilogramme de pain est à 50 centimes, ce qui fait chuter les ventes et les incite ensuite pendant deux décennies à augmenter leur prix moins que l'inflation. Pour éviter l'irruption de concurrents qui seraient tentés de diffuser à un prix plus bas, l'Agence Havas veille aussi à répartir l'essentiel de la publicité au sein du Consortium des cinq grands quotidiens nationaux, qui réunit L'Écho de Paris aux quatre qui dominaient le marché à la veille de la guerre de 1914-1918: Le Petit Parisien, Le Matin, et Le Petit Journal. Tous vont cependant subir une érosion de leur diffusion, particulièrement prononcée pour le dernier que ne tire, en 1939, plus qu'à 200 000 exemplaires, soit dix fois moins qu'en 1895, juste avant l'éclatement de l'Affaire Dreyfus au sein de laquelle ses positions ardemment antidreyfusardes finissent par lui faire perdre en crédibilité, et donc en audience.
Dans une profession ni réglementée, ni juridiquement définie, la sévère censure de guerre a aiguillonné la réflexion sur la déontologie du journalisme, en provoquant dès le 10 mars 1918 d'une "Association de défense et de discipline professionnelles" qui se transformera en Syndicat national des journalistes (SNJ) en 1927, l'année où les tarifs postaux augmentent, contraignant les journaux à porter la publicité, 30 % de l'espace, pour rentabiliser leurs coûts. À la même époque, une polémique oppose en 1925 Stéphane Lauzanne, rédacteur en chef du Matin et Clément Vautel célèbre chroniqueur du Journal. "Sa Majesté la Presse", livre du premier salue la vocation moderne des journaux d'information, qui répondent aux souhaits du public est critiqué par le second l'accusant de promouvoir une américanisation qui étrangle l'esprit et l'intelligence de la presse et notamment son rôle didactique, par le fétichisme du fait brutal.

#### La crise de 1924
Après la guerre, la Révolution russe récupère les archives de son ambassade à Paris, qui sont lentement épluchées tandis qu'est créé en 1920 le Parti communiste français par scission de la SFIO. Les informations de décembre 1923 et 1924 du quotidien communiste sur l'affaire Arthur Raffalovitch révèlent une corruption massive des médias français avant guerre, au profit des emprunts russes, pour les placer auprès des épargnants français malgré un profil très risqué, sous le titre: L'Abominable Vénalité de la presse (Correspondance d'Arthur Raffalovitch, d'après les documents des archives russes 1897-1917). Bien que datant du début du siècle, les documents retrouvés, notamment les chèques accordés aux plus prestigieux directeurs de journaux parisiens, secouent l'opinion publique française, d'autant que Koskorov, ex-leader du gouvernement tsariste atteste de leur authenticité. Cette affaire, qui s'ajoute aux mauvais souvenirs du scandale de Panama, contribue à la crise de la presse au milieu de la décennie.
L'économie française est par ailleurs paralysée par une crise monétaire, qui ne se dénouera qu'avec le Plan Dawes en fin d'année, car l’Allemagne refuse de payer les réparations de guerre, obligeant Raymond Poincaré à un relèvement massif de l'Impôt sur le revenu et à faire occuper la Ruhr avant de chuter face au Cartel des gauches lors des législatives de 1924. La diffusion du quotidien financier Paris-Midi tombe à seulement 4 000 exemplaires, tandis que Le Journal voit son tirage baisser malgré une nouvelle formule, qui privilégie les grands reportages et les enquêtes, et se retrouve finalement vendu en janvier 1925 à un groupe d'investisseurs formé par le directeur du casino de Deauville, l’agence Havas et la Banque de Paris et des Pays-Bas.

#### La fin du consortium des cinq grands
La reprise de la diffusion de la presse à la fin des années 1920 voit se disloquer le Consortium des cinq grands quotidiens nationaux porté à bout de bras par l'Agence Havas. Ce cartel réunissant L'Écho de Paris aux quatre grands d'avant guerre, Le Journal, Le Petit Parisien, Le Matin et Le Petit Journal est transpercé par l'industriel Jean Prouvost rachète Paris-Soir en avril 1930 pour en faire un grand journal populaire, innovant par ses photos satinées, ses différentes éditions et ses économies d'échelle, animé Pierre Lazareff, qui a déjà fait percer Paris-Midi.
Entre-temps est publié en 1931 un recueil de 450 pages résumant et complémentant les informations de 1923 et 1924 sur l'affaire Arthur Raffalovitch, sous le titre: L'Abominable Vénalité de la presse (Correspondance d'Arthur Raffalovitch, d'après les documents des archives russes 1897-1917). L'émotion causée par ce livre entraîne la création en France en 1935 d'un statut de journaliste professionnel par le vote à l'unanimité de la loi Brachard du 29 mars 1935, plus tard complétée par la loi Cressard du 4 juillet 1974 pour l'étendre aux pigistes, créé le statut de journaliste professionnel. Fondateur, le texte reconnaît à tout journaliste le droit d’auteur, la clause de conscience et la clause de cession, un abattement fiscal de 30 %, et une indemnité d'un mois de salaire par année d'ancienneté en cas de licenciement, avec une commission arbitrale chargée de trancher, sans possibilité d'appel, assortie en janvier 1936 d'une CCIJP qui ne délivre la carte de presse en France qu'à des professionnels. Une convention collective est signée le 23 novembre 1937 entre patronat et syndicats, qui établit les conditions d’embauche et de licenciement, les congés, les barèmes de salaires. Pour compléter ces trois années de réflexion intense en faveur d'une meilleure qualité de l'information, la Charte des devoirs professionnels des journalistes français est révisée et complétée deux mois plus tard, en janvier 1938.

### L'occupation allemande en France: censure, journaux collaborateurs et presse clandestine
- La vie en France sous l'Occupation allemande est un moment fort de la censure en France. La Censure sous l'occupation allemande en France voit la plupart des journaux contrôlés par les services de censure qui favorisent la collaboration de plume, la répartition du peu de papier disponible s'effectuant par Comité d'organisation des industries, arts et commerces du livre (COIACL). Les journaux clandestins de la Résistance se multiplient : Défense de la France de Philippe Viannay, Combat, de Georges Bidault (rédacteur en chef), Pierre-Henri Teitgen, François de Menthon, et Claude Bourdet, Le Franc-Tireur, La Vie ouvrière, Témoignage chrétien, ou Libération, lancé en juillet 1941 par Raymond Aubrac et Emmanuel d'Astier de La Vigerie.
- Les ordonnances de 1944 sur la liberté de la presse, inspirées par les journaux clandestins de la Résistance, confisquent les journaux collaborationnistes et posent les bases d'une nouvelle organisation de la presse. La SNEP (Société nationale des entreprises de presse), créée par la loi en 1946, attribuera à des groupes d'ex-résistants les anciens journaux collaborationnistes confisqués.

## L'explosion journalistique de la Libération
- De 1944 à 1948, un drastique rationnement du papier oblige les très nombreux quotidiens, issus soit de la Résistance, soit des journaux collaborationnistes confisqués à se limiter à une page recto-verso, limitant les possibilités d'expansion et d'innovation. Le comité des papiers de presse est traité de « trust du papier ».
- La loi du 16 avril 1947, dite « loi Bichet », organise la vente de la presse au numéro sur une base coopérative destinée à en assurer la neutralité, avec les NMPP, devenues Presstalis dont cinq coopératives détiennent 51 % de son capital, les 49 % restant détenus par Hachette, rachetée plus tard par Lagardère SCA.
- L'après-guerre a vu une expansion de la presse magazine et de la presse quotidienne régionale, qui atteignent, dans l'Est et l'Ouest de la France, des taux de pénétration record dans le public populaire et profitent d'un double système de mutualisation : la couverture internationale par l'Agence France-Presse et la distribution par les NMPP, créées en 1945 sous l'égide de la loi. Les quotidiens Ouest-France et les Dernières Nouvelles d'Alsace deviennent des institutions régionales.
- France-Soir, issu du journal résistant Défense de la France, tire régulièrement au-dessus d'un million d'exemplaires au début des années 1950, en récupérant les lecteurs de Paris-Presse et Paris-Soir, puis en couvrant largement les événements d'Indochine et d'Algérie, avec photos, scoops, titres percutants et bandes dessinées.
- Le succès de la presse quotidienne est porté par l'élévation du niveau d'instruction dans la plupart des grands pays développés, en particulier au Japon, en Angleterre et aux États-Unis, même si sa pénétration reste plus faible en Afrique ou en Chine.

### Télévision, inflation, montée des magazines: la remise en cause des années 1970
Le premier choc pétrolier, qui a lieu en 1973, oblige les journaux français à revoir leur modèle économique. L'inflation et la récession s'ajoutent aux hausses de salaires importantes consenties en 1968 aux ouvriers du Livre. De plus, ils sont encore un peu désarmés face à la percée très rapide de la télévision dans les foyers français et contre laquelle ils ne s'étaient pas préparés. Dès 1968, 62 % des familles français ont la télévision, contre 13 % en 1960, la couleur apparaît. Une troisième chaîne, régionale, est créée en 1973. Le tirage des magazines de télévision passe à 3,5 millions en 1970, puis 6,3 millions en 1980.
Les difficultés financières incitent les autres journaux français à remplacer l'AFP par l'ACP, créée dès 1951 par Le Provençal et Nord Matin. En 1973, elle a pour la première fois dix clients, dont des journaux de l'Est déjà partis dès 1972, ce qui occasionne à l'AFP un manque à gagner de 1,7 million de francs.
Dès 1968, les quotidiens diversifient leurs sujets traités. Francis Balle effectue un comptage de la superficie dévolue aux informations politiques dans quatre quotidiens français (Le Monde, France-Soir, Le Figaro et L'Humanité), qui montre la diminution du poids de la politique et la montée en puissance des informations culturelles ou sportives. Le Monde, dont la diffusion progresse régulièrement, passant de 137 433 exemplaires en 1960 à 347 783 en 1971, atteint alors son sommet de diffusion mais plafonne. Parallèlement se développe la presse magazine. En 1974, L'Express, Le Nouvel Observateur et Le Point tirent respectivement à 720 000, 350 000 et 275 000 exemplaires.

### Le boom de la presse économique et financière à la fin des années 1980
La croissance de la presse économique et financière profite de l'engouement pour la Bourse dans la seconde moitié des années 1980, marquée aussi par une vague de privatisations à grande échelle. Elles favorisent l'éclosion d'une très riche presse financière, ensuite décimée par la longue crise économique qui suit la réunification allemande de 1989 et les crises monétaires au sein du Système monétaire européen.
Jusqu'en 1992, la France compte encore quatre quotidiens économiques. Le plus ancien, la Cote Desfossés dépasse une diffusion payée dépassant de 100 000 exemplaires en 2001 grâce à la fusion de 1992 avec La Tribune, mais disparaît en 2012.
Fragilisés par la montée de leurs concurrents Capital et Challenges, L'Expansion et Le Nouvel Économiste, les deux plus anciens magazines économiques se retrouvent en situation périlleuse, tandis qu'en presse financière, La Vie française disparaît en 2008 tout comme Le Journal des finances en 2010.
À partir de 1988, le métier de journaliste et sa déontologie sont encadrés par la Convention collective nationale de travail des journalistes.

### Consommation de papier de la presse française
| Année | Total millier de tonnes | Dont papier journal |
| ----- | ----------------------- | ------------------- |
| 1956  | 526,5                   | 475,6               |
| 1961  | 727,0                   | 517,2               |
| 1965  | 884,9                   | 600,3               |
| 1970  | 962,5                   | 658,7               |
| 1975  | 918,8                   | 531,6               |
| 1979  | 1012,0                  | 557,7               |
| 1985  | 1130,0                  | 647,8               |
| 1990  | 1396,6                  | 748,8               |
| 1995  | 1307,9                  | 715,0               |

## La presse écrite et la presse numérique

### Monopole de la presse écrite détenue par des grands groupes
Théoriquement libre, la pleine indépendance de la presse écrite s'est heurtée aux limites fixées par la création d'oligopoles de journaux proches du pouvoir. Les inquiétudes pour la liberté de la presse en France ont ainsi été étayées par le palmarès annuel réalisé par l'association Reporters sans frontières, où la place de la France a profondément régressé, passant à la 43e place en 2009, soit une chute de douze places en deux ans. Cette concentration de la presse dans quelques mains se traduit par le fait qu'en 2016 sept des onze plus gros milliardaires de France possèdent l'essentiel de la presse d'information. Les années 2010 voient l'émergence de deux nouveaux acteurs : Patrick Drahi avec le consortium luxembourgeois Altice propriétaire notamment des médias Libération et L'Express et Xavier Niel qui en s'associant avec Pierre Bergé et Matthieu Pigasse a pris le contrôle du groupe Le Monde. Avec Pierre-Antoine Capton, ils créent Mediawan, un SPAC de 250 millions d’euros avec pour objectif de constituer un groupe de médias via des acquisitions en Europe.

### Développement du numérique
La presse écrite traditionnelle souffre aussi du développement de la presse gratuite et d'Internet. Les quotidiens parisiens sont les plus touchés : leur audience a baissé de 12 % entre 1997 et 2003, ce qui représente la perte de 800 000 lecteurs.
L'usage répandu d'Internet a mené des millions de lecteurs de quotidiens à lire des actualités gratuites sur un grand nombre de sites différents dont Google Actualités et Yahoo! Actualités, plutôt que dans des journaux payants. Internet a été investi par des journaux électroniques créés par des équipes de journalistes venus des titres papiers les plus prestigieux : Rue89, fondé par des anciens de Libé (Pierre Haski, etc.), Bakchich, créé par des anciens du Canard (Nicolas Beau, etc.), Mediapart, dont les créateurs Edwy Plenel, Laurent Mauduit et François Bonnet sont d'anciens dirigeants du quotidien Le Monde.

### Financement du travail de journalisme
Selon l'Humanité, pour diverses raisons économiques, les conditions de travail des journalistes se sont dégradées depuis les années 2000,.
La presse reste largement subventionnée et le montant des subventions réelles en 2016 n'a jamais été aussi haut. Même si les subventions directes en valeur absolue ont légèrement diminué, en valeur relative, elles ont continué à augmenter. Quant aux subventions indirectes, notamment fiscales et postales, elles se sont envolées, les députés votant dans l'urgence une baisse de la TVA de 90 % profitant en premier lieu à Mediapart qui refuse par la suite toute subvention de l'État afin de maintenir son indépendance.